# Wii U Pro Controller

Il Wii U Pro Controller

Il Wii U Pro Controller è un controller prodotto da Nintendo per la console Wii U. Si tratta del successore del Wii Classic Controller dal quale si distacca per la presenza del pulsante Power e degli stick analogici. È stato commercializzato nella versione bianca o nera. Ad un anno dall'uscita, nel 2013, il sito di hacking Hackaday ha scoperto un modo per utilizzare il Wii U Pro Controller e il Wii U GamePad su PC.

## Storia
Nintendo ha presentato il Wii U Pro Controller all'E3 2012. Molti giornalisti del settore hanno sottolineato la somiglianza tra il controller della Wii e quello invece della Xbox 360 di Microsoft. 

## Caratteristiche
Il controller è progettato per funzionare esclusivamente con la console Wii U ed è disponibile separatamente da questa. Il sistema Wii U può essere collegato a un massimo di quattro Wii U Pro Controller contemporaneamente. È dotato di stick analogici standard (che ora possono essere premuti) e di pulsanti frontali. Come il Wii U GamePad e il Classic Controller Pro e a differenza di altri controller di ottava generazione (come il DualShock 4 e il Controller Xbox One), i grilletti sono digitali (quindi non analogici).
Il controller Wii U Pro utilizza la stessa batteria al litio CTR-003 da 1300 mAh presente nel Nintendo 3DS e 2DS, che può durare fino a 80 ore prima di dover essere ricaricata. Il cavo di ricarica può essere collegato a qualsiasi porta USB da 5V ~1A.
Nintendo afferma che il design del Pro Controller è una “versione migliorata” del Classic Controller della Wii e “offre un'esperienza più ricca”. Alcuni giochi con schemi di controllo flessibili, come Call of Duty: Black Ops II e Trine 2. Director's Cut, sono compatibili con il Pro Controller: Director's Cut, sono compatibili anche con il Classic Controller. Inoltre il controller Wii U Pro non è compatibile con i giochi Wii della generazione precedente. 

### Comandi del Wii U Pro Controller
- A
- B
- X
- Y
- Pad direzionale
- Stick analogico Destro (premibile)
- Stick analogico Sinistro (premibile)
- Select
- Home
- Start
- Power
- L
- R
- ZL
- ZR